# Kathrin Dienstbierová
Kathrin Dienstbierová je bývalá německá veslařka, závodící za Německou demokratickou republiku. Byla členkou veslařského klubu SG Dynamo Potsdam / Sportvereinigung (SV) Dynamo. Na mezinárodních závodech získala několik medailí, je dvojnásobnou vicemistryní světa na osmě.